# ジェフ・フィーグルス
ジェフ・フィーグルス（Jeffrey Allan Feagles、1966年3月7日- ）は、カリフォルニア州アナハイム出身のアメリカンフットボール選手。NFLの5チームで1988年から2009年まで22シーズンプレーし、一度も欠場をしたことがなく全ての試合に出場した（352試合）。ポジションはパンター。

## 経歴

### 高校時代
アリゾナ高校時代はフットボールの他、バスケットボールと野球でも優秀な成績を収めた。

### 大学時代
スコッツデールコミュニティカレッジで1年間プレーしたフィーグルスは、兄弟校であるマイアミ大学へ移り、フットボールをプレーした。
1987年、ジミー・ジョンソンヘッドコーチに率いられたマイアミ大学は全米1位となった。
2008年には、マイアミ大学のスポーツの殿堂入りを果たした。

### NFL
1988年5月1日、ニューイングランド・ペイトリオッツにドラフト外入団、2シーズンを過ごした後、フィラデルフィア・イーグルス、アリゾナ・カージナルス、シアトル・シーホークスとチームを転々とし、最後に所属したニューヨーク・ジャイアンツに最も長く在籍した。
アリゾナ・カージナルスに在籍時の1995年にはプロボウルに選出された。
2003年、ニューヨーク・ジャイアンツと契約を結んだ。
2007年シーズン、フィーグルスはニューヨーク・ジャイアンツの一員として、古巣ニューイングランド・ペイトリオッツとの第42回スーパーボウルに出場し、スーパーボウルリングを手にした。42歳10カ月26日での出場は、インディアナポリス・コルツのマット・ストーバーに破られるまで最年長記録であった。2008年には平均44.0ヤードを記録し2度目のプロボウルにも選出され、キャリア晩年にして最高のシーズンを送った。
2010年の4月30日、ジャイアンツのミニキャンプが終わった後、フィーグルスは引退を表明し、現役を引退した。

## 記録
フィーグルスはNFL史上最も長くプレーした選手の一人である。22年のシーズンで352試合すべてに出場した。フィーグルスよりも多くの試合に出場したのは、モーテン・アンダーセン（382試合）とゲイリー・アンダーソン（353試合）のみである。
そのキャリアの長さゆえにフィーグルスは多くのNFL記録を持っており、以下にそれを列記する。
- 試合出場数：352試合（第3位）
- 連続試合出場数：352試合[3]
- 最多パント：1713回[2][3]
- 最多パント獲得ヤード：71,211ヤード[3]
- 敵陣20ヤード以内へのパント：554回[3]

## 人物
フィーグルスは方向性を重視したいわゆる「カッフィング・パント」の先駆者であり、第一人者である。この技術は、キック力の低下を感じていた頃、飛距離が出ない代わりに相手にリターンさせないように、という発想から生まれたものである。この技術の習得により、フィーグルスは正確性と経験を武器に、相手にリターンさせない職人芸的なパントでしばしば敵を苦しめ、22年にも及ぶキャリアを全うした。
フィーグルスは自分の背番号を他の選手に譲ったことが2回ある。1回目は2004年、イーライ・マニング入団にあたり、大学時代の背番号である10を着けたがっていたマニングに自分の背番号10を譲り、それと引き換えに家族でフロリダ州へのバカンス旅行に招待してもらった。その後、フィーグルスはプロ17年目のシーズンということにちなみ、17番を着けた。2回目は2005年、紆余曲折の末ジャイアンツに入団したプラキシコ・バレスは、3月17日に契約したことにちなみ、17番を着けることを希望した。そこで、フィーグルスは自分の背番号と引き換えに、アウトドアキッチンのセットの費用を負担してもらうことにした。その後、フィーグルスは18番を着けた。ただしバレスに背番号を譲った対価はフィーグルスに支払われなかったことが2010年明らかにされた。
妻との間に4人の息子がいる。長男のクリストファーもノースカロライナ大学のフットボールチームでパンターを務めている。